# Iddu
Iddu er en italiensk-fransk film fra 2024 af Fabio Grassadonia og Antonio Piazza.

## Medvirkende
- Elio Germano som Matteo Messina Denaro
- Toni Servillo som Catello
- Daniela Marra
- Barbora Bobulova
- Tommaso Ragno
- Giuseppe Tantillo
- Fausto Russo Alesi
- Betti Pedrazzi
- Antonia Truppo